# Paul Henning
Pour les articles homonymes, voir Henning.
Paul Henning est un scénariste, producteur et compositeur américain né le 16 septembre 1911 à Independence, Missouri (États-Unis) et mort le 25 mars 2005 à Burbank (Californie).

## Filmographie

### Comme scénariste
- 1981 : The Return of the Beverly Hillbillies (TV)
- 1961 : Un pyjama pour deux (Lover Come Back)
- 1964 : Bedtime Story
- 1988 : Le Plus Escroc des deux (Dirty Rotten Scoundrels)
- 2019 : Le Coup du siècle (The Hustle) de Chris Addison

### Comme producteur
- 1952 : The Dennis Day Show (série TV)
- 1955 : The Bob Cummings Show (série TV)
- 1971 : Bearcats! (série TV)

### Comme compositeur
- Beverly hillbillies